# Torre de la cárcel (Fuentespalda)
La torreta de Fuentespalda, también conocida como torre de la cárcel, es una torre bajo medieval situada dentro del casco antiguo de Fuentespalda y que se cree que formaba parte de la muralla de la población.
Es una obra de masonería con sillares a los ángulos. Tiene planta más o menos cuadrada de unos cinco metros de lado y el trozo conservado tiene una altura de seis pisos. En lo alto se ha añadido modernamente un piso con un tejado y un balcón. Las paredes tienen un metro y medio de grueso en la base.
Actualmente queda entre medianeras con una fachada principal es la que da en la calle Bonaire y que tiene la puerta de acceso, con un arco apuntado por el lado de fuera y un arco de medio punto por el de dentro, unidos por una corta Bóveda de cañón Sobre la puerta se abren una ventana adintelada y más arriba otra de más pequeña con arco de medio punto. La fachada posterior es visible desde la calle de la Serreta.